# Campeonato Moçambicano de Futebol de 2017
O Moçambola 2017 foi a 40ª temporada da principal competição de futebol em Moçambique. A temporada teve início em 4 de março e durou até 22 de outubro.
A União Desportiva do Songo conquistou o título pela primeira vez, o Costa do Sol foi o vice-campeão na temporada passada. As equipes de Chingale de Tete, Universidade Pedagógica de Lichinga e AD Macuácua foram as despromovidas da elite nacional e tiveram de disputar o Campeonato Nacional da Divisão de Honra de 2018.

## Regulamento
O Moçambola de 2017 foi disputado por dezasseis clubes em dois turnos. Em cada turno, todos os times jogaram entre si uma única vez. Não há campeões por turnos, sendo declarado campeão moçambicano o time que obtivestes o maior número de pontos após as 30 rodadas. Ao final da competição, o campeão se classificou à Liga dos Campeões da CAF de 2018 e os três últimos foram rebaixados para o Divisão de Honra de 2018.

## Participantes
| Clube                               | Localidade | Estádio                           | Desempenho em 2016                      |
| ----------------------------------- | ---------- | --------------------------------- | --------------------------------------- |
| 1.º de Maio de Quelimane            | Quelimane  | Campo do Ferroviário de Quelimane | 13º                                     |
| Costa do Sol                        | Maputo     | Estádio do Costa do Sol           | 2º                                      |
| Maxaquene                           | Maputo     | Estádio do Maxaquene              | 12º                                     |
| Desportivo de Nacala                | Nacala     | Campo da Bela Vista               | 5º                                      |
| Chibuto                             | Chibuto    | Campo do Chibuto                  | 7º                                      |
| Chingale de Tete                    | Tete       | Estádio do Chingale               | 1º no Grupo Central da Divisão de Honra |
| Ferroviário da Beira                | Beira      | Estádio do Ferroviário            | 4º                                      |
| Ferroviário de Maputo               | Maputo     | Estádio da Machava                | 8º                                      |
| Ferroviário de Nacala               | Nacala     | Estádio do Maxaquene              | 3º                                      |
| Ferroviário de Nampula              | Nampula    | Estádio 25 de Junho               | 10º                                     |
| ENH                                 | Vilanculos | Estádio Municipal de Vilanculos   | 9º                                      |
| Textáfrica do Chimoio               | Chimoio    | Campo do Soalpo                   | 11º                                     |
| Liga Desportiva de Maputo           | Maputo     | Estádio da Liga Muçulmana         | 6º                                      |
| Universidade Pedagógica de Lichinga | Lichinga   | Estádio de Lichinga               | 1º no Grupo Norte da Divisão de Honra   |
| União do Songo                      | Songo      | Estádio 27 de Novembro            | 1º                                      |
| AD Macuácua                         | Macuácua   | Campo de Macuácua                 | 1º no Grupo Sul da Divisão de Honra     |

## Classificação
| #  | Equipa                    | J  | V  | E  | D  | GP | GC | SG  | Pts | Classificação                    |
| -- | ------------------------- | -- | -- | -- | -- | -- | -- | --- | --- | -------------------------------- |
| 1  | União do Songo (C) (Q)    | 30 | 19 | 7  | 4  | 38 | 15 | +23 | 64  | Liga dos Campeões da CAF de 2018 |
| 2  | Costa do Sol              | 30 | 16 | 8  | 6  | 41 | 19 | +22 | 56  |                                  |
| 3  | Ferroviário de Nacala     | 30 | 14 | 8  | 8  | 27 | 19 | +8  | 50  |                                  |
| 4  | Ferroviário da Beira      | 30 | 11 | 12 | 7  | 35 | 26 | +9  | 45  |                                  |
| 5  | Liga Desportiva de Maputo | 30 | 12 | 8  | 10 | 40 | 30 | +10 | 44  |                                  |
| 6  | Desportivo de Nacala      | 30 | 10 | 14 | 6  | 23 | 18 | +5  | 44  |                                  |
| 7  | Ferroviário de Maputo     | 30 | 12 | 7  | 11 | 26 | 24 | +2  | 43  |                                  |
| 8  | Chibuto                   | 30 | 11 | 10 | 9  | 27 | 27 | 0   | 43  |                                  |
| 9  | ENH                       | 30 | 9  | 13 | 8  | 28 | 26 | +2  | 40  |                                  |
| 10 | Ferroviário de Nampula    | 30 | 7  | 16 | 7  | 22 | 20 | +2  | 37  |                                  |
| 11 | Textáfrica do Chimoio     | 30 | 10 | 7  | 13 | 27 | 38 | −11 | 37  |                                  |
| 12 | Maxaquene                 | 30 | 8  | 10 | 12 | 25 | 28 | −3  | 34  |                                  |
| 13 | 1º de Maio                | 30 | 8  | 10 | 12 | 30 | 36 | −6  | 34  |                                  |
| 14 | Chingale de Tete (R)      | 30 | 8  | 6  | 16 | 30 | 44 | −14 | 30  | Rebaixado para Divisão de Honra  |
| 15 | U P de Lichinga (R)       | 30 | 6  | 8  | 16 | 16 | 31 | −15 | 26  | Rebaixado para Divisão de Honra  |
| 16 | AD Macuácua (R)           | 30 | 4  | 6  | 20 | 13 | 47 | −34 | 18  | Rebaixado para Divisão de Honra  |

Última atualização em 30 de Julho de 2018
Fonte: [carece de fontes?]
Regras para classificação: 1) pontos; 2) pontos por confronto direto; 3) golos por confronto direto; 4) diferença de golos; 5) número de vitórias; 6) play-off.
(C) = Campeão; (R) = Rebaixado; (P) = Promovido; (O) = Vencedor do play-off; (A) = Classificado para a próxima fase. 
Somente aplicável se a temporada não tiver terminado: 
(Q) = Classificado para a fase do torneio indicada; (TQ) = Classificado para o torneio, mas não para a fase indicada; (DQ) = Desclassificado do torneio.